# Салах, Мо
Мохамед Салах Эль Букаммири (нидерл. Mohamed "Mo" Salah El Boukammiri; род. 27 мая 2004) — бельгийский футболист марокканского происхождения, вингер клуба «Клуб НКСТ». 

## Клубная карьера
Салах — воспитанник клубов Кроссинг Элевейт, Зюлте-Варегем и «Юнион». 23 июля 2022 года в матче против «Сент-Трюйден» он дебютировал в Жюпиле лиге в составе последнего.